# کراسنایا راچکا (شهرستان ایسیق‌آتا)
کراسنایا راچکا (به لاتین: Krasnaya Rechka) یک منطقهٔ مسکونی در قرقیزستان است که در شهرستان ایسیق‌آتا واقع شده‌است. کراسنایا راچکا ۷٬۲۷۴ نفر جمعیت دارد و ۷۳۷ متر بالاتر از سطح دریا واقع شده‌است.